# Most Fatiha Sultana Mehmeda
Most Fatiha Sultana Mehmeta, znan tudi kot Drugi Bosporski most (v turščini: Fatih Sultan Mehmet Köprüsü, FSM Köprüsü ali 2. Kopru), je viseči most v Carigradu v Turčiji, ki premošča Bosporsko ožino (turško: Bogaziçi). Ko je bil končan v letu 1988, je bil 5. najdaljši viseči most na svetu; Danes je 19.
Most je dobil ime po otomanskem sultanu iz 15. stoletja, Mehmedu II. Osvajalcu, ki je osvojil Konstantinopel leta 1453 izpod Bizantinskega cesarstva. Čez most poteka evropska cesta E80, Azijski avtocesti 1 in 5 in avtocesta Otoyol 2.

## Opis
Most stoji med krajema Hisarüstü (evropska stran) in Kavacık (aziska stran). Je gravitacijsko zasidran viseči most z jeklenimi piloni in vertikalnimi vešalkami. Aerodinamična voziščna konstrukcija visi na dvojnih navpičnih jeklenih kablih. Most je 1510 m dolg, s širino vozišča 39 m. Razdalja med pilonoma (glavni razpon) znaša 1090 m, njuna višina nad niveleto ceste je 105 m. Svetla višina mostu nad morsko gladino je 64 m.
Za razliko od prvega Bosporskega mostu, ki ima pilone neposredno na obali Bosporja, jih ima ta na vrhu visoke brežine. Ker se avtocesta na mostu razteza na obeh straneh do pilonov, izven teh ni polj mostu, ampak le približno 210 m armiranih blokov, ki podpirajo napeti kabel.
Voziščna konstrukcija je ravno votlo ohišje iz jeklene pločevine, katere oblika je bila testirana v vetrovniku, zato daje vetru malo odpora, zaradi svojega profila pa se preprečijo vibracije in aeroelastično plapolanje.

## Gradnja
Most so zasnovali pri Freeman Fox & Partners in BOTEK Bosphorus Technical Consulting Corp,  kjer so že zasnovali tudi Bosposki most. Mednarodni konzorcij treh japonskih podjetij (vključno z IHI Corporation in Mitsubishi Heavy Industries), eno italijanski (Impregilo) in eno turško podjetje (STFA) so izvajali gradbena dela.  Most je bil končan 3. julija 1988, odprl ga je premier Turgut Özal, ki je sam peljal svoj službeni avtomobil kot prvi čez most. Stroški so znašali US $ 130.000.000

## Promet
Most stoji na vseevropskem avtocestnem koridorju med Edirno in Ankaro. Avtocestni most ima štiri pasove za promet vozil plus en odstavni pas za vsako smer. Na delovnik zjutraj se prometni tokovi dnevnih migracij večinoma odvijajo proti zahodu do evropskega dela, tako da pet od osmih pasov teče zahodno in samo trije proti vzhodu. Nasprotno, zvečer, pet stez delujejo proti vzhodu in trije pasovi na zahod. Pešcem uporaba mostu ni dovoljena. Danes prečka most v obe smeri okoli 150.000 vozil na dan, od tega skoraj 65% osebnih avtomobilov.

## Cestnina
Most Fatih Sultan Mehmet je cestninski most, vendar plačajo cestnino samo od vozila, ki vozijo iz Evrope v Azijo. Od aprila 2008 cestnine ni mogoče plačati z gotovino, uvedeno je bilo elektronsko cestninjenje. Poleg OGS brezkontaktne pametne nalepke, obstaja tudi HGS sistem.
OGS ali HGS naprave oziroma nalepke je mogoče dobiti na različnih mestih pred cestninsko postajo na avtocesti ali mostu. 